# Шелад
Шелад (фр. Cheylade) насеље је и општина у централној Француској у региону Оверња, у департману Кантал која припада префектури Сен Флур.
По подацима из 2011. године у општини је живело 261 становника, а густина насељености је износила 7,95 становника/km². Општина се простире на површини од 32,81 km². Налази се на средњој надморској висини од 950 метара (максималној 1.490 m, а минималној 914 m).

## Демографија
| 1962. | 1968. | 1975. | 1982. | 1990. | 1999. | 2011. |
| ----- | ----- | ----- | ----- | ----- | ----- | ----- |
| 497   | 610   | 505   | 424   | 360   | 336   | 261   |

График промене броја становника у току последњих година